# Håkon 4. Håkonsson
Håkon IV Håkonsson (født 1204 på Folkenborg i Eidsberg i Østfold, død 1263) var konge af Norge 1217-1263 som søn af Håkon Sverresson og hans frille Inga fra Varteig. Han blev valgt til konge af birkebeinerne i 1217. I hans regeringstid sluttede de norske borgerkrige. Det sidste oprør blev ledet af hans svigerfar, hertug Skule, som blev dræbt i 1240. I 1247 blev Håkon kronet af kardinal Vilhelm af Sabina i Bergen. Håkon sad på den norske trone i 46 år, og hovedkilden til hans liv er Håkon Håkonssons saga, skrevet af Snorres brorsøn Sturla Tordsson.

## Baggrund
Håkon blev født som kongens frillesøn i borgerkrigstiden i Norge. Birkebeinerne havde kong Sverres søn Håkon 3. som sin kandidat til tronen, og Håkons søn blev født i et område kontrolleret af deres modstandere, baglerne. Det satte den lille Håkon og hans mor i fare. Hun flygtede derfor nordpå mod Trøndelag med drengen. Flugten i 1206 er udødeliggjort i maleriet Birkebeinerne af Knud Bergslien fra 1869 med Torstein Skjevla og Skjervald Skrukka og den lille kongesøn, og mindes hvert år i Birkebeinerrennet fra Rena til Lillehammer.
Håkon Håkonsson nåede trygt til birkebeinernes hovedsæde Nidaros og kong Inge Bårdsson, der anerkendte Håkon som kongesøn. Da Inge døde i 1217, blev Håkon valgt til konge foran Inges halvbror, jarlen Skule Bårdsson, der også gjorde krav på tronen. I den forbindelse blev Inga nødt til at bære jernbyrd i Bergen i 1218 for at bevise, at hendes søn virkelig var søn af Håkon 3. Kirken brød sig ikke om Ingas søn som kongsemne, da han var født udenfor ægteskab.

## Påskeslaget i Oslo
I 1225 blev det afgjort, at kong Håkon og Skule jarl skulle i forbund gennem et giftermål, og Håkon giftede sig derfor med jarlens 17-årige datter Margrete Skulesdatter. I 1237 fik Skule som den første i Norge titlen hertug. I 1239 antog han kongenavn på Øretinget, og gik til åben krig mod sin svigersøn Håkon. 29. april 1240 sejrede Håkon over Skule i påskeslaget i Oslo, på Galgeberg, dengang kaldet Martestokker, i nærheden af den nuværende bydel Vålerenga. Hertug Skule var i Oslo med sine mænd, kaldet "vårbælger", mens kongens mænd havde lagt til ved Hovedøya samme nat. I grålysningen roede de ind til Oslo for at overrumple Skule og hans mænd. Men de blev opdaget, og hærklokker ringede, så folk kom ud. Håkons mænd gik i land under Ekeberg, og derfra ind til byen over den halvt ødelagte Geitabru - "gedebroen" - og kom straks i kamp ved Martestokker og kirkegården ved Hallvardskirken. Men Håkon 4.'s mænd var i overtal, og modstanderne måtte søge tilflugt i kirken for at redde livet. Mange nåede ikke indenfor og lå i en bunke ved kirkedøren. Dagen efter blev asylanterne sluppet ud, mens hertug Skule flygtede nordpå, men blev dræbt udenfor Elgeseter kloster i Trondheim en måned senere. I 1260 blev en lov vedtaget, der gjorde kongens ældste, ægtefødte søn til tronarving.
Dermed var de norske borgerkrige efter 110 år til ende. En følge af striden mellem kong Håkon og hertug Skule var drabet på Snorre Sturlason, der havde støttet Skule - udført af en af Håkons mænd på Island.

## Regeringstid
Fra omkring 1230 blev Norge afhængigt af importeret korn. Man vendte sig til de nordtyske købmænd, der fra slutningen af 1100-tallet havde slået sig ned i norske byer, især i Bergen, men også i Oslo og Tønsberg. Det var på norsk initiativ, Hanseforbundet fik sine rettigheder stadfæstet ved en traktat i 1250. Det norske kornbehov tiltog, og tyskerne begyndte at blive vetrsetar (= vintersiddere, dvs. overvintrende) i Bergen. De købte de norske gårdejere ud, og sådan blev Bryggen i Bergen til. Allerede under Magnus Lagabøte synes hanseaterne at have udgjort omkring en tredjedel af Bergens befolkning. Snart var de i stand til at trodse selv den mægtigste af de norske konger: Håkon 5. Magnusson.
I Håkons regeringstid blev Island og Grønland lagt under den norske krone. Han styrkede de diplomatiske forbindelser bl.a. ved at bortgifte sin datter Kristina til den kastilianske konges bror i 1258. Kongen var af paven foreslået som tysk-romersk kejser omkring 1250.
Håkon sendte også sendemænd til sultanen af Tunis (1262). I 1263 mobiliserede han den største ledingsflåde i Norges historie for at forsvare Hebriderne, efter at den skotske konge havde gjort krav på dem. Efter nogle ubetydelige kampe gik flåden i vinterkvarter på Orkneyøerne. Her blev kongen syg og døde.

## Sidste tid
På sygelejet lod han læse for sig af Bibelen og latinske bøger, men gik træt og bad om norrænubækr (norrøne bøger) i stedet, kongesagaerne lige fra Halvdan Svarte og frem til Sverres saga. De fleste var blevet til netop i Håkons tid, en litterær guldalder i Norgesvældet, da også Kongespejlet blev til.
Håkon blev gravlagt for vinteren i St. Magnuskatedralen i Kirkwall på Orknøerne. Næste forår blev han ført tilbage til Norge, og han gravlagt i Kristkirken på Holmen i Bergen. Denne kirke blev revet i 1531, men dens beliggende er markeret på dagens Bergenhus fæstning. På dødslejet bekræftede Håkon 4., at han kun kendte til én overlevende søn, Magnus, og han blev konge efter sin far.

## Litterært
Håkon Håkonsson omtales i Dantes Guddommelige komedie i kapitlet Paradiso XIX om "uretfærdige prinser".
Uenighederne mellem Håkon og hans svigerfader Skule skildres i Henrik Ibsens skuespil Kongs-Emnerne.